# Duncan Suttles
Duncan Suttles est un joueur d'échecs américain et canadien né le 21 décembre 1945 à San Francisco. Il remporta le championnat canadien en 1969 au départage et reçut le titre de Grand maître international en 1973. Suttles représenta le Canada lors de huit olympiades (entre 1964 et 1984) et lors des tournois interzonaux de 1967 et 1970. Il reçut le titre de Grand maître international du jeu d'échecs par correspondance en 1982.

## Biographie
Suttles est né à San Francisco et sa famille s'installa à Vancouver au Canada en 1951. Il étudia les mathématiques à l'université de Colombie britannique, s'intéressant à l'analyse des marchés boursiers.

## Carrière aux échecs
Suttles apprit à jouer aux échecs à quinze ans. En 1961 et 1962, il termina troisième du championnat du club de Vancouver avant de terminer deuxième en 1964. Il finit deuxième du championnat de Colombie britannique en 1961 et 1962. Il fut douzième du championnat open des États-Unis à Chicago en 1963 (victoire de Lombardy) et meilleur junior du championnat open. En 1964, il remporta l'open de Californie du sud, le congrès de l'état de New York et l'open de Cincinnati. La même année, il finit troisième du championnat open du Canada à Scarborough (victoire de Benko), troisième du championnat du Canada à Vancouver (tournoi zonal), cinquième du championnat open des États-Unis 1964 à Boston remporté par Benko et du championnat open de Colombie britannique.
Suttles représenta le Canada lors du championnat du monde d'échecs junior de 1965 et disputa la finale B qu'il remporta devant Raymond Keene. La même année, il finit deuxième du tournoi de Gijon, troisième ex æquo du championnat open des États-Unis et dernier du championnat d'échecs des États-Unis remporté par Bobby Fischer. En 1966, il remporta le championnat de Colombie britannique et le mémorial Stanner à San Francisco.
En 1967, Suttles termina quatrième ex æquo du mémorial Rubinstein à Polanica-Zdroj en Pologne (victoire de Semion Fourman) et participa au tournoi interzonal de Sousse en Tunisie où il finit quinzième en ayant battu le vainqueur Larsen. Il reçut le titre de maître international à la fin de l'année 1967. En 1968, il remporta le tournoi de Nanaimo et finit huitième du tournoi international de Belgrade remporté par Polougaïevski, Ivkov, Gligoric et Matulovic devant Lengyel, Geller et Botvinnik.
En 1969, il remporta le championnat du Canada et tournoi zonal à Pointe-Claire en battant lors du départage Vranesic (2,5 à 1,5). Il se qualifiait grâce à cette victoire pour le tournoi interzonal de Palma de Majorque en 1970 où il finit quinzième.
En 1972, il finit sixième, ex æquo avec Larsen, du tournoi international de San Antonio remporté par Karpov, Portisch et Tigran Petrossian. En 1973, il finit à la première place du championnat open des États-Unis avec 10 points sur 12 et reçut le titre de grand maître international. En 1974, il termina deuxième du championnat open du Canada, derrière Ljubojevic.
En 1981, il remporta les tournois de Vancouver (en battant Larsen et Seirawan) et de Montréal.
Dans les années 1980, il se consacra au jeu d'échecs par correspondance.

## Olympiades d'échecs
Suttles a représenté le Canada lors de huit olympiades d'échecs : de 1964 à 1974 ainsi qu'aux olympiades de 1982 et 1984. Il jouait au premier échiquier en 1972 et 1974.
Lors de l'olympiade universitaire de 1971 (moins de 26 ans), il fut le premier échiquier du Canada et remporta la médaille de Bronze par équipe.

## Recueils de parties de Suttles
Les parties de Suttles ont été publiées en trois tomes :
- Bruce Harper et Yasser Seirawan, Chess on the Edge, volume 1, éd. Chess'n Math Association, 2008  (ISBN 978-1-895525-15-1)
- Bruce Harper et Yasser Seirawan, Chess on the Edge, volume 2, éd. Chess'n Math Association, 2008  (ISBN 978-1-895525-16-8)
- Bruce Harper et Yasser Seirawan, Chess on the Edge, volume 3, éd. Chess'n Math Association, 2008  (ISBN 978-1-895525-17-5)